# 그 마지막 겨울
"그 마지막 겨울"은 1988년에 개봉한 대한민국의 영화이다.

## 캐스팅
- 김혜수 : 영애 역
- 이영하 : 우현 역
- 최민수 : 인태 역
- 윤일봉
- 한은진
- 태현실
- 김을동
- 최성
- 나갑성
- 이해룡
- 박기택
- 최재호
- 정규영
- 안진수
- 윤일주
- 오영화
- 정미경
- 강효정
- 김경숙
- 박정임
- 김강미
- 강지영
- 이경아